# Gaspare Coller
Gaspare Andrea Coller est un homme politique et magistrat italien né le 5 avril 1776 à Moretta et mort le 14 septembre 1855 dans la même ville.

## Biographie
Il est président du sénat pendant la Ire législature du royaume de Sardaigne, entre le 3 mai 1848 et le 30 décembre 1848.

## Source
- (it) Cet article est partiellement ou en totalité issu de l’article de Wikipédia en italien intitulé « Gaspare Coller » (voir la liste des auteurs).